# Remigius van Auxerre
Remigius van Auxerre (Latijn Remigius Autissiodorensis) (Bourgondië, 841 – ca. 908), was tijdens de Karolingische renaissance een benedictijner monnik, theoloog en productief auteur.
Hij was student aan de abdijschool van de Abdij van Sint-Germanus van Auxerre, waar hij onderwijs kreeg van Heiric van Auxerre. Tevens heeft hij les gehad van Lupus van Ferrières. Later volgde hij Heiric van Auxerre op als meester van deze abdijschool. Remigius was de auteur van talrijke commentaren op de Bijbel en de Romeinse en vroeg-christelijke schrijvers, zoals Boëthius en Prudentius. Hij heeft ook over de kwestie van de oorsprong van het heelal (Universalia) geschreven.

## Levensloop
Remigius, waarschijnlijk geboren in Bourgondië, was een leerling van Lupus van Ferrières en Heiric van Auxerre (overleden 876), die zelf een leerling was van Johannes Scotus. In zijn commentaren leende hij ook sterk van de Iers leraar Dunchad van Reims, Johannes Scotus, Sedulius Scotus, en Martin Hiberniensis. "Meestal, in overeenstemming met de Wet van Gresham, Remigius' commentaren reden uiteindelijk degene in de wielen waarvan hij zo edelmoedig had geleend," zoals J.P. Ouderling heeft opgemerkt. Meer recent onderzoek heeft echter aangetoond dat deze bewering misleidend zou zijn. Integendeel, Remigius' uitgebreide 9e-eeuwse collectie van commentaren op de klassieke teksten (zowel van zichzelf als die van de auteurs waaruit hij putte), John
hebben ervoor gezorgd dat deze teksten bewaard zijn gebleven voor later academici. Niet alleen de werken van andere vroege middeleeuwse denkers, maar ook bepaalde elementen van de oude Griekse en Latijnse taal en filosofieën. Uit latere documentatie blijkt dat Remigius-collecties werden in de latere Middeleeuwen in heel Europa gebruikt, vooral in de 12e eeuw.
Hij gaf les aan de abdijschool van de Abdij van Sint-Germanus van Auxerre, en werd in 876 na het overlijden van Heiric van Auxerre meester van deze school. In het jaar 883 werd hij opgeroepen door aartsbisschop Fulco om les te geven aan de kathedraalschool in Reims en werd daar meester van deze school in 893. Na de dood van aartsbisschop Fulco in 900 is Remigius naar Parijs vertrokken om daar les te geven. Hij is daar gebleven tot zijn eigen dood. Tegen die tijd had hij de reputatie verdiend van "egregius doctor" en "in divinis et Humanis scripturis eruditissimus". Als leraar stelde Remigius belang in het probleem van de universalia en lijkt hij te hebben geprobeerd een compromis te vinden tussen het extreme realisme (Filosofische realisme) van Johannes Scotus en het anti-realisme van zijn leermeester Heiric van Auxerre. In het algemeen, probeerde hij zowel de klassieke als de christelijke teksten Bijbel op zo'n manier uit te leggen dat deze geleerd zou kunnen worden door zijn studenten en hield zich bezig met het verkennen van de manieren waarop de oude filosofieën zouden kunnen worden toegepast op de gekerstende wereld waarin zij leefden. Hoewel de teksten hij die onderzocht talrijk en gevarieerd waren, waren zijn belangrijkste commentaren die betrekking hadden op de werken van de laat-Romeinse filosofen Boëthius en Martianus Capella. Hij vond hierin de flexibele allegorieën om de antieke filosofieën in te passen en in overeenstemming te brengen met de christelijke theologie. Hij onderzocht ook het probleem van de oorsprong van het heelal en in zijn commentaar op Martianus Capella gaf hij een christelijke interpretatie van de passages waarin Martianus Capella spreekt van de onzichtbare wereld van de platonische ideeënleer. Uit de Katholieke Encyclopedie, 1913 .

## Werken

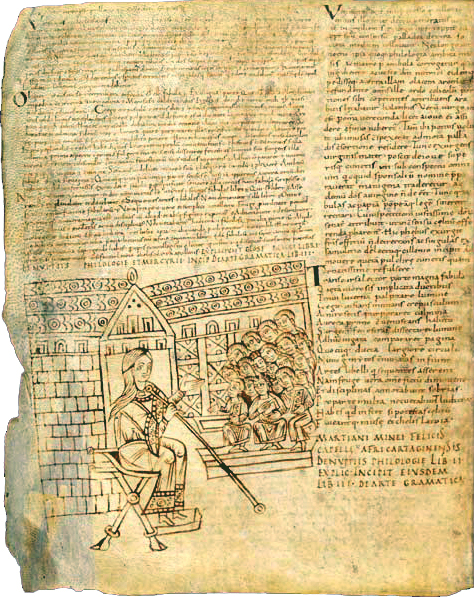
Een pagina van Remigius van Auxerre: Commentaar op Martianus Capella

Tijdens zijn lange academische carrière schreef Remigius een aantal woordenlijsten en commentaren in de marge op een breed scala van teksten, zowel van klassieke als van christelijke oorsprong. Zijn glossen, die vrij geleend zijn uit eerdere geleerden, zijn van zeer groot belang voor de middeleeuwse Latijnse filologie. Zijn commentaar op de Bijbel bevat werk over het boek Genesis en het boek der Psalmen (zijn Ennarationes in Psalmos). Hij schreef ook over de grammatica van Priscianus, Donatus, Phocas, en Eutyches. Zijn voorkeur ten aanzien van de klassieke teksten bevatten werken van Terentius, Juvenalis, en Coelius Sedulius, de Disticha Catonis en Ars de nomine, en de latere commentaar van Beda. Hij is echter vooral bekend vanwege zijn bijdrage aan, en het verzamelen van commentaren op de Opuscula Sacra en De Consolatione Philosophiae van Boëthius, en De Nuptiis Philologiae et Mercurii et de septem Artibus liberalibus libri Novem (Nederlands: Op de trouwdag van Filologie en Mercurius en van de zeven vrije kunsten, in negen boeken), van Martianus Capella.
Remigius schreef zijn commentaren meestal ten behoeve van zijn leerlingen: uitleg over de betekenis van teksten in een nuchtere en beknopte manier, waarbij de nadruk werd gelegd op de grammaticale structuren en taalkundige eigenaardigheden. Net als de meeste geleerden van de Karolingische periode, heeft hij een groot respect voor de filosofie, met name die van Plato en van de neoplatonisten die daarop volgden. Hij was een enthousiaste leraar van de zeven vrije kunsten, met de nadruk op muziek en dialectiek, waaruit blijkt dat hij, zoals zoveel Karolingers, de klassieke deugden omhelsde. Hij was echter ook een vroom christen, en dus vatbaar voor het gebruik om filosofische teksten te gebruiken om de christelijke theologie te verduidelijken. Zijn commentaren onderzoeken zo de allegorieën en symbolen in de teksten op een manier die de oudere filosofieën weerspiegelt waaruit ze zijn afgeleid, maar op een manier die kan worden toegepast op de rituelen en de theologie van de Kerk. Zijn synthese van de klassieke en christelijke gedachte was niet onbekend, maar bij het opstellen van de commentaren van andere denkers bestendigde hij deze vroegmiddeleeuwse neiging.

## Invloed op muziek
Tijdens het leven van Remigius was de muziek in het domein van de kerk monofoon. Dit zou niet veranderen tot de 12e en 13e eeuw. Echter, de basis voor de polyfonie werd gelegd tijdens zijn leven, met het onderzoek en de interpretatie van oude filosofische werken. Teksten van cijfers van Plato werden door Martianus Capella onderzocht met betrekking tot de filosofische relatie tussen wiskunde en geluid, en later, vers. Vroeg-middeleeuwse denkers hebben deze teksten op verschillende manieren geïnterpreteerd, de grammatici onder hen (met inbegrip van Remigius van Auxerre), hebben innovatieve verbindingen ontdekt tussen de structuren van de muziek en vers. Door de grammaticale exegese van filosofische teksten over de wiskunde van muziek, werd de basis gelegd voor polyfone muziek, die ongeveer drie eeuwen later tot bloei kwam in de Notre Dame van Parijs.
Het is interessant dat de Rooms-Katholieke Kerk tijdens de Karolingische periode moeite had met de instelling van een universele structuur van de mis. Het misritueel in Frankrijk had een sterke mondelinge en muzikale traditie die niet overeenstemde met die van de Romeinse kerk. Muziek werd vervolgens geïnstitutionaliseerd door Rome waarvoor het de interpretatie die de grammatici van oude filosofische verhandelingen over muziek noodzakelijk was.

## Historische context
Remigius heeft onderwezen en geschreven in het vervagende licht van wat werd aangeduid als de Karolingische renaissance die heeft plaatsgevonden rond het bewind van Karel de Grote. Onder leiding van Karel de Grote leidde dit tot een nieuwe interesse in de werken en ideeën van de antieke denkers, met name in betrekking tot de structuur en de toepassing van de neoplatoonse filosofie, het Romeinse onderwijs en het recht (met de nadruk op het bestuderen van de zeven vrije kunsten).
Hoewel Remigius van Auxerre niet rechtstreeks betrokken was bij deze culturele opleving, heeft hij zeker voordeel gehad van zijn invloed. Zijn academische positie als grammaticus was overeenkomstig het oude Romeinse onderwijs model, waarin Grammatica, Dialectica, en de Retorica; die tezamen de drie pijlers vormden van het leren (het Trivium, waarin theoretische kennis wordt opgebouwd).
Nog belangrijker, Remigius blootstelling aan het antieke Grieks en Latijn, naar het Westen gebracht door middel van contact met de Byzantijnse Rijk, gaf hem de gelegenheid om de filosofische teksten te begrijpen en te becommentariëren die anders misschien verloren zijn gegaan in de daarop volgende donkere eeuwen. Ten slotte, het heersende sentiment van deze 'Karolingische Renaissance' is duidelijk aanwezig in de werken Remigius, namelijk dat het Platonisme en het christendom naast elkaar konden bestaan, de eerste verklaarde het universum, maar met de benodige instrumenten van de laatste.